# Ван Сімен
Ван Сімен (1096 — близько 1119) — відомий китайський художник-пейзажист часів династії Сун.

## Життєпис
Про життя Ван Сімена відомо тільки те, що він навчався в Академії живопису у період царювання імператора Хуей-цзуна (1101—1125). Вважався найвидатнішим її студентом і був помічений володарем, який особисто курував діяльність цієї установи. Помер молодим.

## Творчість
Йому належить найвеличніший твір у жанрі шань-шуй (山水 , «живопис гір і вод» — сувій «Зображення тисячі лі гір та вод», (51,3 x1188/1191, 5 см, папір, туш, фарби, Музей Гугун, Пекін). Згідно зі збереженими відомостями, ця картина була створена художником у 1113 році, коли йому не виповнилося й 18 років; незабаром він тяжко захворів і помер.
Написана інтенсивними синіми, зелено-малахітовими, коричневими та охристими тонами, вона відтворює фантастичну за масштабом панораму гір, річок і долин, складену з безлічі тонко виписаних мініатюрних сцен, що включають птахів на озерах, звірів у лісових хащах, людей, що займаються різними справами, помітних в найдрібніших деталях. Ван Сімен дотримувався традиції панорамно-монументального пейзажу, який обіймав панівне місце в академічному живописі впродовж XI ст., і намагався вирішити ті ж художні проблеми передачі простору й різноманіття форм природи, що й прославлений північносунський пейзажист Го Сі.
Картина Ван Сімена не збігається з новим іншим типом — монохромним «туманно-хмарним» пейзажем. Ван Сімен незабаром був майже повністю забутий. Визнання творчої спадщини відбулося в мистецтвознавстві нещодавно. Сучасні мистецтвознавці зараховують його до найбільш самобутніх пейзажистів Китаю, розглядаючи творчість Ван Сімена як першу в історії класичного китайського живопису спробу відродити «золотаво-бірюзовий» пейзажний стиль епохи Тан. Спадкоємцями Ван Сімена як ініціатора цієї малярської традиції в різний час виступали Цянь Сюань, Чжао Менфу, Ван Мен, Лань Ін.